# Expedice 68
Expedice 68 byla šedesátá osmá dlouhodobá mise k Mezinárodní vesmírné stanici (ISS). Začala 29. září 2022 v okamžiku odletu Sojuzu MS-21 a skončila po 180 dnech – 28. března 2023 – s odletem Sojuzu MS-22 zpět na Zemi.

## Posádka
Expedice 68 začala 29. září 2022 v 07:34:20 UTC, kdy se od ISS odpojila loď Sojuz MS-21 se členy dlouhodobé Expedice 67 Olegem Artěmjevem, Denisem Matvějevem a Sergejem Korsakovem.
Velitelkou ISS byla v okamžiku zahájení Expedice 68 Samantha Cristoforettiová (funkci převzala o den dříve). Na stanici pobývalo celkem 7 kosmonautů a astronautů. Z nich tři – Sergej Prokopjev, Dmitrij Petělin a Francisco Rubio – přiletěli 21. září 2022 v lodi Sojuz MS-22. 
Zbylí čtyři – kromě Cristoforettiové také Kjell Lindgren, Robert Hines a Jessica Watkinsová – byli na stanici už od 27. dubna 2022. kdy se připojili k se k Expedici 67. Na palubě pobyli po začátku Expedice 68 ještě dva týdny, než se 6. října na ISS v lodi SpaceX Crew-5 dostali jejich následovníci, 4 členové Expedice 68, Američané Nicole Mannová a Josh Cassada, japonský astronaut Kóiči Wakata a ruská kosmonautka Anna Kikinová. Obě čtveřice – čerstvá a odlétající –.si předaly rozpracované úkoly. A posádka SpaceX Crew-4 po dvou jednodenních odkladech způsobených počasím v místě přistání odletěla 14. října zpět na Zemi.
Na palubě ISS tak zbyla kompletní posádka Expedice 68 ve složení Sergej Prokopjev (před odletem Samanthy Cristoforettiové od ní 12. října 2022 zhruba ve 14:10 UTC převzal velení nad stanicí), Dmitrij Petělin, Francisco Rubio, Nicole Mannová, Josh Cassada, Kóiči Wakata a Anna Kikinová. V tomto složení sestava posádky vydržela až do začátku března 2023.
Pak na stanici měla v polovině února 2023 dorazit mise SpaceX Crew-6 a současně část nadcházející Expedice 69 – američtí astronauti Stephen Bowen a Warren Hoburg, druhý astronaut Spojených arabských emirátů Sultán an-Nejádí a ruský kosmonaut Andrej Feďajev. Pár dní po jejich příletu se měla na Zemi vrátit posádka lodi SpaceX Crew-5 v čele s Nicole Mannovou. Poté by 16. března 2023 Sojuz MS-23 na ISS dovezl zbylé tři členy Expedice 69, Olega Kononěnka, Nikolaje Čuba a Loral O'Harovou, zatímco Prokopjev, Petělin a Rubio by se ve své lodi Sojuz MS-22 vrátili na Zemi 25. března 2023. S jejich odletem by po 177 dnech skončila i Expedice 68. 
Do plánů však promluvila závada na lodi Sojuz MS-22, kvůli které padlo rozhodnutí prodloužit let její posádky až do Expedice 69, odsunout let nové posádky o půl roku později (Kononěnko, Čub a O'Harová přiletí v Sojuzu MS-24 a budou členy Expedice 70) a Sojuz MS-23 dopravit na stanici prázdný, aby mohl koncem léta 2023 odvézt na Zemi Prokopjeva s Petělinem a Rubiem. Proto 26. února 2023 přiletěl Sojuz MS-23 k ISS bez posádky a 3. března, o několik týdnů později proti původním plánům, dorazila také mise Crew-6. A když po předání stanice kolem 9. března odletěla SpaceX Crew-5, byla již na palubě kompletní sestava Expedice 69, která formálně začala v okamžiku odletu Sojuzu MS-22 bez posádky 28. března 2023 v 09:57:27 UTC. Ve stejnou chvíli po 180 dnech skončila Expedice 68.

### Návštěvní mise
V plánu expedice byla jediná návštěvní mise. V únoru 2023 měli v lodi Starliner při jejím vůbec prvním letu s posádkou přiletět astronauti Barry Wilmore a Sunita Williamsová. Několikadenní mise Boeing Crew Flight Test byla naplánována jako poslední zkouška nového typu lodi před jeho nasazením do běžného provoz, při němž bude vozit na ISS členy jednotlivých půlročních expedic. Tím se naplní původní záměr NASA, aby se Starlinery v dopravě posádek na stanici střídaly s loděmi Crew Dragon společnosti SpaceX, které dosud měly na dopravu amerických, evropských a japonských astronautů pro západní segment ISS faktický monopol. NASA však v listopadu 2023 oznámila odklad letu na duben 2023; uskuteční se tak až během Expedice 69.

### Vývoj obsazení
Vývoj obsazení ISS během Expedice 68 shrnuje následující tabulka: 
| kosmonaut/astronaut           | loď           | 29. září 2022 – 6. října | 6. – 14. října | 14. října – 26. února 2023 | 26. února – 3. března | 3. – 12. března | 12. – 28. března |
| ----------------------------- | ------------- | ------------------------ | -------------- | -------------------------- | --------------------- | --------------- | ---------------- |
| Samantha Cristoforettiová (1) | Crew-4        | velitelka ISS            | velitelka ISS  |                            |                       |                 |                  |
| Kjell Lindgren (2)            | Crew-4        |                          |                |                            |                       |                 |                  |
| Robert Hines (1)              | Crew-4        |                          |                |                            |                       |                 |                  |
| Jessica Watkinsová (1)        | Crew-4        |                          |                |                            |                       |                 |                  |
| Sergej Prokopjev (2)          | MS-22 / MS-23 |                          | [ p. 2 ]       | velitel ISS                | velitel ISS           | velitel ISS     | velitel ISS      |
| Dmitrij Petělin (1)           | MS-22 / MS-23 |                          |                | [ p. 3 ]                   |                       |                 |                  |
| Francisco Rubio (1)           | MS-22 / MS-23 |                          |                | [ p. 3 ]                   |                       |                 |                  |
| Nicole Mannová (1)            | Crew-5        |                          |                |                            |                       |                 |                  |
| Josh Cassada (1)              | Crew-5        |                          |                |                            |                       |                 |                  |
| Kóiči Wakata (5)              | Crew-5        |                          |                |                            |                       |                 |                  |
| Anna Kikinová (1)             | Crew-5        |                          |                |                            |                       |                 |                  |
| Stephen Bowen (4)             | Crew-6        |                          |                |                            |                       |                 |                  |
| Warren Hoburg (1)             | Crew-6        |                          |                |                            |                       |                 |                  |
| Sultán an-Nejádí (1)          | Crew-6        |                          |                |                            |                       |                 |                  |
| Andrej Feďajev (1)            | Crew-6        |                          |                |                            |                       |                 |                  |

Legenda:  

## Průběh letu
Na začátku expedice bylo oznámeno, že Prokopjev s Petělinem uskuteční během svého letu celkem 5 výstupů do volného prostoru. K prvním úkolům bude patřit přenesení automatizované nákladní přechodové komory a tepelného radiátoru z vnější strany modulu Rassvet na jeden u portů modulu Nauka. Oběma kosmonautům při tom bude asistovat Evropská robotická ruka ERA, kterou bude zevnitř stanice ovládat kosmonautka Anna Kikinová, členka posádky SpaceX Crew-5. Čtyři výstupy se připravují také z americko-japonsko-evropského segmentu stanice, mimo jiné by při nich měly být namontovány další dvě nová pole solárních panelů iROSA. NASA tak obnoví výstupy po sedmiměsíční přestávce vyvolané nehodou s únikem vody dovnitř přilby jednoho ze skafandrů, který na sobě měl při svém výstupu v březnu 2022 astronaut Matthias Maurer.
První úprava dráhy ISS během nové expedice (a za dobu existence ISS už 326.) se odehrála 1. října 2022. Motory Progressu MS-20 připojeného na zádi modulu Zvezda, se spustily v 11:05 UTC a během 11 minut a 59,5 sekundy daly stanici impuls 1,36 m/s. Díky tomu se střední výška dráhy zvýšila o 2,4 km na 417,6 km. Tři dny po odletu SpaceX Crew-4, tedy 17. října 2022 se motory Progressu MS-20 v 19:27 UTC zapálily znovu, aby stanici odvedly z kolizní dráhy s vesmírným odpadem. Zážeh trval 10 minut a 30,8 sekundy, impuls dosáhl 1 m/s a zvýšil dráhu stanice o 1,75 km na střední hodnotu 417,9 km. A další úhybný manévr před kosmickým smetím přišel o týden později, 25. října 2022 v 0:25 UTC – motory Progressu MS-20 byly zapnuty na 5 minut a 5 sekund a udělením impulsu 0,5 m/s zvýšily střední výšku oběžné dráhy ISS o 880 metrů.
Josh Cassada a Mark Rubio uskutečnili 15. listopadu výstup do volného prostoru o délce 7 hodin a 11 minut. Jeho cílem bylo především sestavení montážního držáku na pravém boku hlavní příhradové konstrukce stanice, což je nutné pro instalaci další dvojice nových solárních polí Rollout Solar Arrays (iROSA). Ta na stanici koncem listopadu 2022 přivezla nákladní loď SpaceX CRS-26 a v nejbližší době budou namontována a rozvinuta jako třetí a čtvrté pole z celkem šesti plánovaných. Cassada s Rubiem vedle toho částečně dokončili instalaci souvisejících kabelů a dalších dílů. Výstup z přechodové komory modulu Quest začal ve 14:14 UTC a skončil ve 21:25 UTC.
A už o dva dny později, 17. listopadu v 14:39 UTC, se otevřel poklop ruského modulu Poisk, čímž začal výstup Sergeje Prokopjeva a Dmitrije Petělina. Jejich hlavním z řady úkolů bylo připravit radiátor (výměník přebytečného tepla), dočasně umístěný na modulu Rassvet, na přenesení pomocí robotické ruky ERA na místo jeho budoucího rozvinutí na modulu Nauka. Výstup skončil uzavřením poklopu ve 21:07 UTC a trval tedy 6 hodin a 28 minut.
Další zhruba sedmihodinový výstup s cílem uskutečnit přesun radiátoru na modul Nauka a jeho hydraulické a elektrické zapojení byl naplánován na 25. listopadu. Akce však byla ještě před vstupem kosmonautů do přechodové komory modulu Poisk odložena kvůli problému s čerpadlem v chladicím systému skafandru Orlan, který měl na sobě Sergej Prokopjev. Byl to již druhý technický incident na ruských skafandrech během několika měsíců – 17. srpna 2022, během Expedice 67, musel být zkrácen výstup Olega Artěmjeva kvůli problémům s napětím v elektrickém rozvodu jeho skafandru.
Kromě zrušeného výstupu 25. listopadu byly do konce roku z ruské strany v plánu ještě další dva (na 6. a 21. prosince), při nichž by byla nejprve na modul Nauka přenesena další jeho součást, dosud umístěná na modulu Rassvet, totiž automatizovaná přechodová komora pro přesun materiálu zevnitř stanice ven, případně naopak. Poté by komora byla usazena na jeden z volných portů na modulu Nauka a nakonec by byl plně rozvinut v předchozích výstupech nainstalovaný radiátor. Na přelomu listopadu a prosince však vyšlo najevo, že se výstup neuskuteční ani 6. prosince a radiátor bude z Rassvetu na Nauku přesunut až tři dny před Štědrým dnem.
S více než měsíčním odstupem se 30. listopadu uskutečnil další, už 329. motorický manévr za účelem úpravy dráhy ISS. Motory nákladní kosmické lodi Progress MS-20 připojené na zádi stanice byly spuštěny ve 12:25 moskevského času, pracovaly 11 minut a 52,5 sekundy a dodaly stanici impuls 1,2 m/s. Díky tomu se podle předběžných údajů střední výška oběžné dráhy ISS zvýšila o 2,1 km na 417,6 km.
První ze dvou plánovaných výstupů z amerického segmentu stanice kvůli instalaci 3. a 4. panelu iROSA se uskutečnil 3. prosince 2022 od 12:16 do 19:21 UTC a trval tedy 7 hodin a 5 minut. První z panelů, které byly 1. prosince vyjmuty z otevřeného prostoru na zádi nákladní lodi SpaceX CRS-26 a umístěny na odkládací pozici na pravé straně hlavního nosníku, byl s pomocí robotické ruky přenesen na místo určení. Josh Cassada a Mark Rubio ho pak přimontovali k držáku sestavenému během předchozího výstupu 15. listopadu a připojili ho k elektrickému systému stanice. Uvolněním pouhých dvou šroubů pak umožnili, aby se panel samovolně rozvinul. Pak několika dalšími menšími úkony dokončili program výstupu. Zbylý z obou čerstvě dovezených panelů iROSA bude podobným postupem instalován a připojen během dalšího výstupu naplánovaného na 19. prosince 2022. Poslední pár těchto nových a výkonnějších panelů pak bude zprovozněn v roce 2023 poté, co jej na stanici dopraví nákladní mise SpaceX CRS-28.
Zcela nový termín ruského výstupu kvůli přesunu a montáži radiátoru na modul na Nauka – 15. prosince 2022 od 02:20 UTC – byl oznámen o 5 dní dříve. Během příprav na výstup, v 00:45 UTC, však byl na servisní sekce lodi Sojuz MS-22 zjištěn silný únik neznámé substance – později identifikované jako chladiva – z chladicího systému lodi, který pak trval asi tři hodiny. Výstup o plánované délce 6 hodin a 40 minut byl proto krátce před 03:00 UTC zrušen. Sergej Prokopjev a Dmitrij Petělin v tu chvíli již oblečení ve skafandrech čekali v přechodové komoře poté, co v ní byl snížen tlak vzduchu před otevřením poklopu.  Posádka i pozemní týmy se pak místo naplánovanému programu výstupu věnovaly vyhodnocení události, při které podle oficiálních oznámení nebyl nikdo z lidí na palubě vystaven žádnému nebezpečí a ani stanici nehrozí žádné bezprostřední riziko. Šéf Roskosmosu pro pilotované lety a bývalý kosmonaut Sergej Krikaljov v jenom z prvních komentářů k události z ruské strany uvedl, že příčinou mohl být zásah lodi mikrometeoritem. Následkem události byl na neurčito odložen také další, již dříve plánovaný ruský výstup 21: prosince 2022. Místo něj se ovšem uskuteční výstup z americké části stanice s cílem instalovat další solární pole iROSA, který byl původně naplánován na 19. prosince. Důvodem posunu je, že robotická paže Canadarm2 bude 18. prosince využita k prohlídce místa úniku na lodi Sojuz MS-22 a zjištění rozsahu poškození, případně příčin události. Ke stejnému účelu byla již 16. prosince využita také Evropská robotická ruka ERA z modulu Nauka, její kamery však nepřinesly žádné průkazné záběry. Pozemní operátoři Roskosmosu také téhož dne provedli úspěšně test motorů Sojuzu MS-22 v 08:08 UTC a odpoledne agentura vydala oznámení, ve kterém popřela zprávy ruských médií, že v Sojuzu MS-22 dosahuje teplota 50 °C. Ve skutečnosti byla podle Roskosmosu v obytných prostorech lodi asi 30 °C, tedy mírně zvýšená teplota, která není kritická pro provoz zařízení a pohodlí členů posádky a nepředstavuje hrozbu pro jejich život a zdraví. Požadovaný teplotní režim je udržován pomocí ruského segmentu stanice.
Roskosmos 19. prosince informoval, že loď Sojuz MS-22 byla pravděpodobně zasažena malým kouskem vesmírného odpadu nebo mikrometeoroidem. Ten protrhl potrubí chladicí kapaliny, která následkem toho unikla mimo systém chlazení, do volného vesmíru. Letoví dispečeři po prozkoumání místa úniku robotickou rukou Canadarm2 a se znalostí telemetrických údajů a výsledků testu pohonného systému konstatovali, že kromě ztráty chladicí kapaliny nenašli žádné další problémy nebo poškození. Šéf Roskosmosu Jurij Borisov k tomu dodal, že otvor v plášti lodí má průměr asi 0,8 milimetru, že rozhodnutí o dalším postupu padne 27. prosince, a že pokud by byly pochybnosti, pokud jde o bezpečnost Sojuzu MS-22 při návratu, byla by loď nahrazena Sojuzem MS-23, který je sice připravován na let s posádkou pro další expedici koncem března, ale může být k dispozici už 19. února. Klíčovou otázkou pro volbu dalšího postupu byl budoucí vývoj teploty uvnitř Sojuzu, až se loď při návratu na Zemi odpojí od stanice, včetně rizika neohrožení posádky nebo technologie na palubě.
Kvůli zjištěnému riziku kontaktu s jiným rozměrným vesmírným tělesem se 21. prosince 2022 ve 13:42 UTC po třech týdnech znovu zapálily motory lodi Progress MS-20. Stanici tentokrát ohrožoval dříve použitý druhý stupeň Fregat používaný na ruských raketách Sojuz a Zenit. Těleso o velikosti asi 3,35 metru se mělo ke stanici přiblížit až na 400 metrů. Motory Progessu pracovaly 10 minut a 20,6 sekundy, stanici udělily impuls 1 m/s a zvýšily tak její střední dráhu o 1,7 km na 417,97 km. Kvůli této události byl také zrušen americký výstup naplánovaný na týž den a Josh Cassada a Francisco Rubio se do instalace čtvrtého pole solárních panelů iROSA vypravili o 24 hodin později, 22. prosince od 13:19 do 20:27 UTC a jejich úspěšný výstup tak trval 7 hodin a 8 minut. Dostupný elektrický výkon stanice se tak zvýšil ze 160 na 215 kilowattů elektřiny.
Roskosmos 27. prosince 2022 oznámil, že po vyhodnocení závěrů dvou pracovních skupin znovu potvrdil, že příčinou úniku kapaliny z chladicího systému Sojuzu MS-22 bylo externí mechanické poškození, a dodal, že další postup bude určen až v lednu 2023. Tento odklad rozhodnutí potvrdila v předposlední den roku 2022 také NASA a dodala, že v rámci pokračující analýzy situace oslovila společnost SpaceX ohledně její schopnosti zajistit v případě potřeby návrat dalších členů posádky ISS na palubě lodi Dragon. Definitivní stanovisko pak bylo zveřejněno 11. ledna 2023 – Sojuz MS-22 bude pro odlet své posádky použit pouze v případě krajní nouze a Roskosmos urychlí start lodi Sojuz MS-23. Ten byl původně plánován na 16. března 2023, ale nově mohla k ISS vyrazí 20. února, a to pouze s nákladem, bez posádky. Po připojení k ISS se stane návratovou lodí pro Sergeje Prokopjeva, Dmitrije Petělina a Francisca Rubia, kteří do ní přenesou své skafandry, vložky sedadel a nouzové vybavení. Poté poškozená loď MS-22, která trojici na stanici dovezla, odletí od stanice bez posádky a její kabina přistane v automatickém režimu na Zemi. To vyvolalo další změny v navazujícím programu, především prodloužení pobytu Prokopjeva, Petělina a Rubia na ISS o celou další expedici.
Po přijetí změn harmonogramu členové posádky přesunuli vložku sedadla Francisca Rubia ze Sojuzu MS-22 do lodi Dragon Crew-5, která bude do příletu Sojuzu MS-23 pro Rubia záchrannou lodí pro případ mimořádné situace. Pro dva ruské kosmonauty tuto funkcí bude i nadále plnit původní loď Sojuz MS-22; při případném nouzovém přistání by byl sestup se dvěma kosmonauty místo tří bezpečnější, protože by se tak snížila teplota a vlhkost uvnitř lodi.
Další, celkem už 331. korekce dráhy za dobu existence ISS, byla provedena 18. ledna 2023. Motory nákladní lodi Progress MS-20 připojené k servisnímu modulu Zvezda se zapálily 17:57 a během 9 minut a 51,4 sekundy fungování udělily stanici 0,95 m/s. Ten podle předběžných zvýšil střední výšku oběžné dráhy stanice o 1,6 km na 417,13 km.
První výstup do volného prostoru v roce 2023 uskutečnili 20. ledna Koiči Wakata a Nicole Mannová. Mezi 13:14 a 20:35 UTC se na příslušných místech příhradového nosníku stanice věnovali montáži a připojení platforem pro instalaci posledních dvou solárních polí iROSA. V jednom případě dokončili dříve zahájené práce, v druhém montáž rozpracovali. Dokončili ji pak při následujícím výstupu 2. února 2023, spolu s některými dalšími přípravnými činnostmi pro další plánované výstupy. Ve volném prostoru pobývali od 12:45 do 19:26 UTC, tedy 6 hodin a 41 minut. A hned o den později se uskutečnil také další orbitální manévr pomocí motorů nákladní lodi Progress MS-20, kterým byla zvýšena oběžná dráha stanice. Začal v 10:30 UTC, trval 14 minut a 54,2 sekundy, k rychlosti stanice přidal 1,37 m/s a průměrnou výšku dráhy zvedl o 2,4 km.
Nedlouho po připojení nákladní lodi Progress MS-22 k zadnímu portu modulu Zvedza 11. února se odehrála další mimořádná událost, tentokrát na nákladní lodi Progress MS-21. Roskosmos nejprve oznámil, že specialisté Centra řízení mise zaznamenali prostřednictvím telemetrických dat snížení tlaku v lodi. Ta se v říjnu 2022 připojila k hornímu portu modulu Poisk a v době události již byla naložena nákladem určeným k odvezení při odletu od stanice 18. února 2023. Později 11. února však výkonný ředitel Roskosmosu pro pilotované vesmírné programy Sergej Krikaljov oznámil, došlo k úniku chladicí kapaliny z tepelného řídicího systému, tedy k podobné události, jaká se v polovině prosince 2022 projevila na lodi Sojuz MS-22. Dodal také, že odborníci Roskosmosu přemýšlejí, jak podrobně prozkoumat netěsnost na radiátoru Progress MS-21, aby zjistili příčinu jejího vzniku, a že se specialisté musí ujistit, že se nejedná o systematickou chybu, která by mohla ovlivnit následující lodě. Událost také podle něj zatím nevedla ke změně letového programu ISS.
O dva dny později generální ředitel Roskosmosu Jurij Borisov prohlásil, že ačkoli je výsledek obou abnormálních situací v u Sojuzu MS-22 a Progressu MS-21 stejný, příčiny mohou být různé, a tak je příslušná komise nucena zvážit všechny možné verze události. Proto také Roskosmos přijímá opatření, která umožní vyfotografovat místo možného porušení vnějšího pláště lodi, a opět prověřuje celý technologický proces tvorby kosmické lodi a zejména systém tepelného řízení. Borisov také zdůraznil, že nic neohrožuje bezpečnost posádky. Dodal také, že dokud se Roskosmos nedostaneme na místo možné poruchy, bude start kosmické lodi Sojuz MS-23 v bezpilotním režimu odložen, a to případně až od první dekády března. NASA pak 14. února přiblížila robotický manipulátor k poškozené lodi a pomocí jeho kamer pořídila videa a fotografie možného místa úniku chladicí kapaliny, které předala k dalšímu posouzení ruské straně. Po předběžném vyhodnocení snímků Roskosmos 17. února 2023 oznámil, že k odpojení dojde 18. února v 02:26 UTC, pouze o jeden oblet později oproti původnímu plánu. K odpojení Progressu MS-21 v uvedeném čase skutečně došlo, kosmonauti na palubě ISS však poté pomocí dálkového ovládání pootočili loď tak, aby mohli pořídit další snímky možného místa jejího poškození. Loď pak několik hodin letěla ve formaci se stanicí a po vyhodnocení získaných informací ji opustila a zamířila k zániku. A 21. února 2023 Roskosmos zveřejnil snímky otvoru o průměru 12 milimetrů na radiátoru servisního modulu lodi Progress MS-21, které podle předběžných závěrů odborné komise zaznamenány během výroby lodi, přípravy na start, letu ani připojení k ISS. Odborníci podle oznámení pokračují v analýze obdržených informací a plánují sérii pozemních experimentů pro simulaci poškození podobného tomu, které bylo zjištěno na Progress MS-21. V důsledku této situace byl také odsunut plánovaný start Sojuzu MS-23 bez posádky o 4 dny na 24. února 2023 a start mise SpaceX Crew-6 o 2 dny na 26. února.
Již 333. korekce dráhy – a první provedená nově připojenou nákladní lodí Progress MS-22 – zvedla výšku oběžné dráhy stanice o 3,2 km na průměrných 418,9 km. Motory Progressu se zapálily 20. února 2023 v 04:20 UTC, pracovaly 15 minut a 58 sekund a udělily ISS impuls 1,8 m/s.
Po připojení Sojuzu MS-23 ke stanici začala vykládka nákladu, který v kabině nahrazoval kosmonauty. A 2. března byly na svá místa v nové lodi usazeny 2 tvarované vložky do sedaček kazbek ze Sojuzu MS-22 – Prokopjevova a Petělinova. A o 4 dny později k nim přibyla také vložka Rubiova z Crew Dragonu Endurance, kam byla z bezpečnostních důvodů přechodně umístěna v lednu. Tím se Sojuz MS-23 definitivně stal lodí této tříčlenné posádky určenou k návratu na Zemi na konci Expedice 69, nebo záchrannou lodí pro případ mimořádné situace.
Na 8. března 2023 v 20:02 UTC byl naplánován další manévr kvůli zvýšení dráhy stanice. Kvůli zjištěnému riziku srážky s vesmírným odpadem se však další korekce dráhy uskutečnila mimořádně o dva dny dříve, 6. března ve 12:42 UTC. Motory Progressu MS-22 se zapálily na 6 minut a 15,8 sekundy a udělily stanici impuls 0,7 m/s, který zvedl průměrnou výši dráhy na 418,6 km nad Zemí. Manévr plánovaný na 8. března a odůvodněný nezbytnou úpravou dráhy před odletem prázdného Sojuzu MS-22 se pak uskutečnil v 19:47 UTC. Motory se zapálily na 5 minut a 17,9 sekundy, stanici udělily impuls 0,6 m/s a průměrnou výšku její dráhy nad zemským povrchem zvýšily o 1,1 km na 419,3 kilometru..A Progress MS-22 pak své motory během pouhých osmi dní zapálil ještě potřetí kvůli dalšímu kosmickému smetí – mimořádný manévr začal 14. března v 11:54 UTC, trval 2 minuty a 15 sekund a impulsem 0,3 m/s zvýšil dráhu stanice o půl kilometru.
O den později, 15. března 2023, ruští kosmonauti Prokopjev, Petělin a Feďajev (nikoli Rubio, který je skutečným členem posádky s Prokopjevem a Petělinem) nastoupili do poškozené kosmické lodi Sojuz MS-22, uzavřeli poklop a provedli 3 hodiny a 45 minut trvající tepelný test, a to bez tabletů, pouze s využitím papírové dokumentace. Při simulovaném návratu na Zemi tak získali informace o vývoji teploty uvnitř kabiny, která se zahřívá vlivem spuštěných technických zařízení i vlivem přítomností tří lidí. Zjištění z testu by mohla být využita, kdyby bylo v budoucnu nutné podstoupit návrat v podobně poškozeném Sojuzu. Test zahájený ve 12:10 UTC měl podle původních informací trvat 5 hodin a 5 minut, tedy zhruba obvyklou dobu mezi opuštěním ISS a přistáním, ovšem s možností přerušení při dosažení předem stanovených mezních teplot v kabině (31 ºС při 95% vlhkosti) nebo přístrojovém úseku (40 ºС), anebo při přehřátí centrálního počítače na 45 ºС. ohřevu centrálního počítače. Roskosmos zkrácení testu o více než hodinu nijak nekomentoval, pouze konstatoval, že získaná data budou analyzovat odborníci společnosti RKK Energija.
Sojuz MS-22 bez posádky se v souladu se zveřejněným harmonogramem od stanice odpojil 28. března 2023 v 09:57:27 UTC, čímž Expedice 68 skončila  

## Připojené pilotované a nákladní lodi, obsazení portů

### Porty ISS
ISS měla na začátku Expedice 68 celkem 13 portů umožňujících připojení jiného kosmického tělesa (kosmické lodě nebo dalšího modulu):
- přední port modulu Harmony (Harmony forward) – port na přídi stanice, mířící ve směru letu
- horní port modulu Harmony (Harmony zenith) – port mířící směrem od Země
- spodní modulu Harmony (Harmony nadir) – port mířící směrem k Zemi
- spodní port modulu Unity (Unity nadir)
- spodní port Rassvet (Rassvet nadir)
- přední port modulu Nauka (Nauka forward)
- přední port modulu Pričal (Pričal forward)
- zadní port modulu Pričal (Pričal aft)
- pravý port modulu Pričal (Pričal starboard)
- levý port modulu Pričal (Pričal port)
- spodní port modulu Pričal (Pričal nadir)
- horní port modulu Poisk (Poisk nadir)
- zadní port modulu Zvezda (Zvezda aft) – port na zádi stanice

První čtyři uvedené porty modulu Pričal prozatím nejsou určeny k běžnému provozu a přední port modulu Nauka bude během Expedice 68 osazen přechodovou komorou, dosud připevněnou k modulu Rassvet.

### Připojené kosmické lodi
Při zahájení Expedice 68, kterým byl okamžik odpojení lodi Sojuz MS-21 od stanice, byly k ISS připojeny 2 pilotované kosmické lodi (SpaceX Crew-4 a Sojuz MS-22) a 2 nákladní (Progress MS-19 a Progress MS-20). Krátce po začátku expedice loď s posádkou SpaceX Crew-5 nahradila Space Crew-4. Před koncem expedice budou budou SpaceX Crew-5 a Sojuz MS-22 loděmi SpaceX Crew-6 a Sojuz MS-23. Ty měly původně dovézt na stanici kompletní obsazení pro Expedici 69, ale kvůli poškození Sojuzu MS-22 v prosinci 2022 a nemožnosti ho použít k návratu posádky přiletěl MS-23 (a odletí MS-22) prázdný. K ISS se dále během Expedice 68 připojilo nebo ještě připojí 5 nákladních lodí – Progress MS-21 (dorazila v říjnu 2022), Cygnus NG-18 a SpaceX CRS-26 (obě přiletěly v listopadu), Progress MS-22 (v únoru 2023) a SpaceX CRS-27 (přílet původně plánovaný na leden 2023 se kvůli změnám programu v důsledku poškození Sojuzu MS-22 posunul na polovinu března 2022).  
Během trvání expedice se původně očekával také přílet letu Boeing Crew Flight Test na několikadenní testovací misi nové lodi Starliner, první s lidmi na palubě. Plánovaný termín v únoru 2023 ale byl v listopadu 2022 odložen o dva měsíce, tedy na období další expedice.  
| port |        | Harmony forward | Harmony zenith | Harmony nadir | Unity nadir  | Rassvet nadir | Poisk zenith   | Pričal nadir | Zvezda aft     |
| --- | ------ | --------------- | -------------- | ------------- | ------------ | ------------- | -------------- | ------------ | -------------- |
| | (stav) |                 | SpaceX Crew-4  |               |              | Sojuz MS-22   | Progress MS-19 | Sojuz MS-21  | Progress MS-20 |
| 29. září 2022                                                                                               | odlet  |                 |                |               |              |               |                | Sojuz MS-21  |                |
| Konec Expedice 67 a začátek Expedice 68 – 29. září 2022 v 07:34:20 UTC (odpojení Sojuzu MS-21 od stanice)   |        |                 |                |               |              |               |                |              |                |
| | (stav) |                 |                |               |              |               |                |              |                |
| 6. října.2022                                                                                               | přílet | SpaceX Crew-5   |                |               |              |               |                |              |                |
| 14. října 2022                                                                                              | odlet  |                 | SpaceX Crew-4  |               |              |               |                |              |                |
| 23. října 2022                                                                                              | odlet  |                 |                |               |              |               | Progress MS-19 |              |                |
| | (stav) |                 |                |               |              |               |                |              |                |
| 28. října 2022                                                                                              | přílet |                 |                |               |              |               | Progress MS-21 |              |                |
| 9. listopadu 2022                                                                                           | přílet |                 |                |               | Cygnus NG-18 |               |                |              |                |
| 27. listopadu 2022                                                                                          | přílet |                 | SpaceX CRS-26  |               |              |               |                |              |                |
| 9. ledna 2023                                                                                               | odlet  |                 | SpaceX CRS-26  |               |              |               |                |              |                |
| 7. února 2023                                                                                               | odlet  |                 |                |               |              |               |                |              | Progress MS-20 |
| | (stav) |                 |                |               |              |               |                |              |                |
| 11. února 2023                                                                                              | přílet |                 |                |               |              |               |                |              | Progress MS-22 |
| 18. února 2023                                                                                              | odlet  |                 |                |               |              |               | Progress MS-21 |              |                |
| | (stav) |                 |                |               |              |               |                |              |                |
| 26. února 2023                                                                                              | přílet |                 |                |               |              |               | Sojuz MS-23    |              |                |
| 3. března 2023                                                                                              | přílet |                 | SpaceX Crew-6  |               |              |               |                |              |                |
| 12. března 2023                                                                                             | odlet  | SpaceX Crew-5   |                |               |              |               |                |              |                |
| | (stav) |                 |                |               |              |               |                |              |                |
| 16. března 2023                                                                                             | přílet | SpaceX CRS-27   |                |               |              |               |                |              |                |
| 28. března 2023                                                                                             | odlet  |                 |                |               |              | Sojuz MS-22   |                |              |                |
| Konec Expedice 68 a začátek Expedice 69 – 28. března 2023 v 09:57:27 UTC (odpojení Sojuzu MS-22 od stanice) |        |                 |                |               |              |               |                |              |                |
| | (stav) | SpaceX CRS-27   | SpaceX Crew-6  |               | Cygnus NG-18 |               | Sojuz MS-23    |              | Progress MS-22 |

Legenda:
→ označuje směr přesunu lodi k jinému portu
kurzívou jsou uvedeny plánované události